# Асфальтобетон

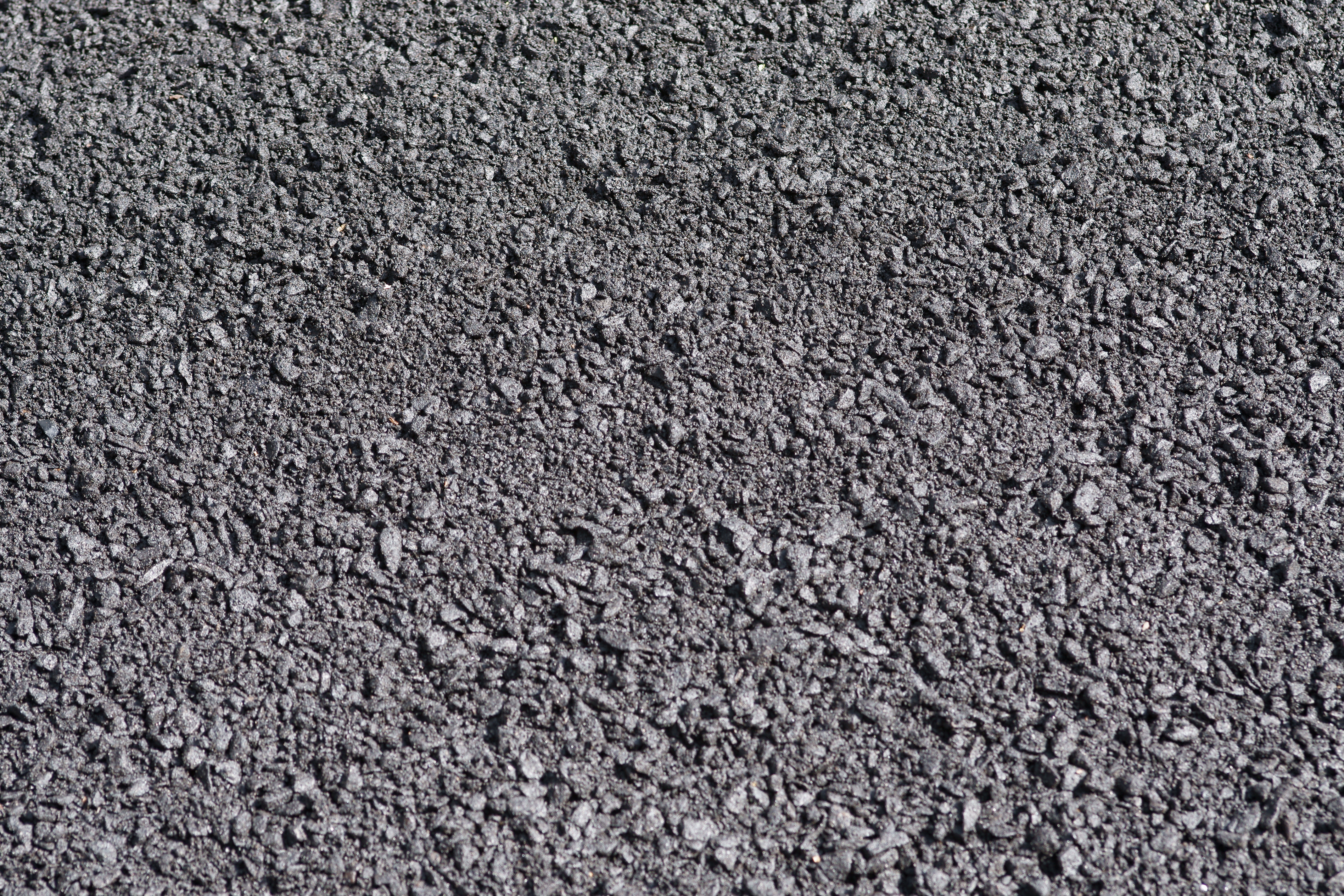
Структура

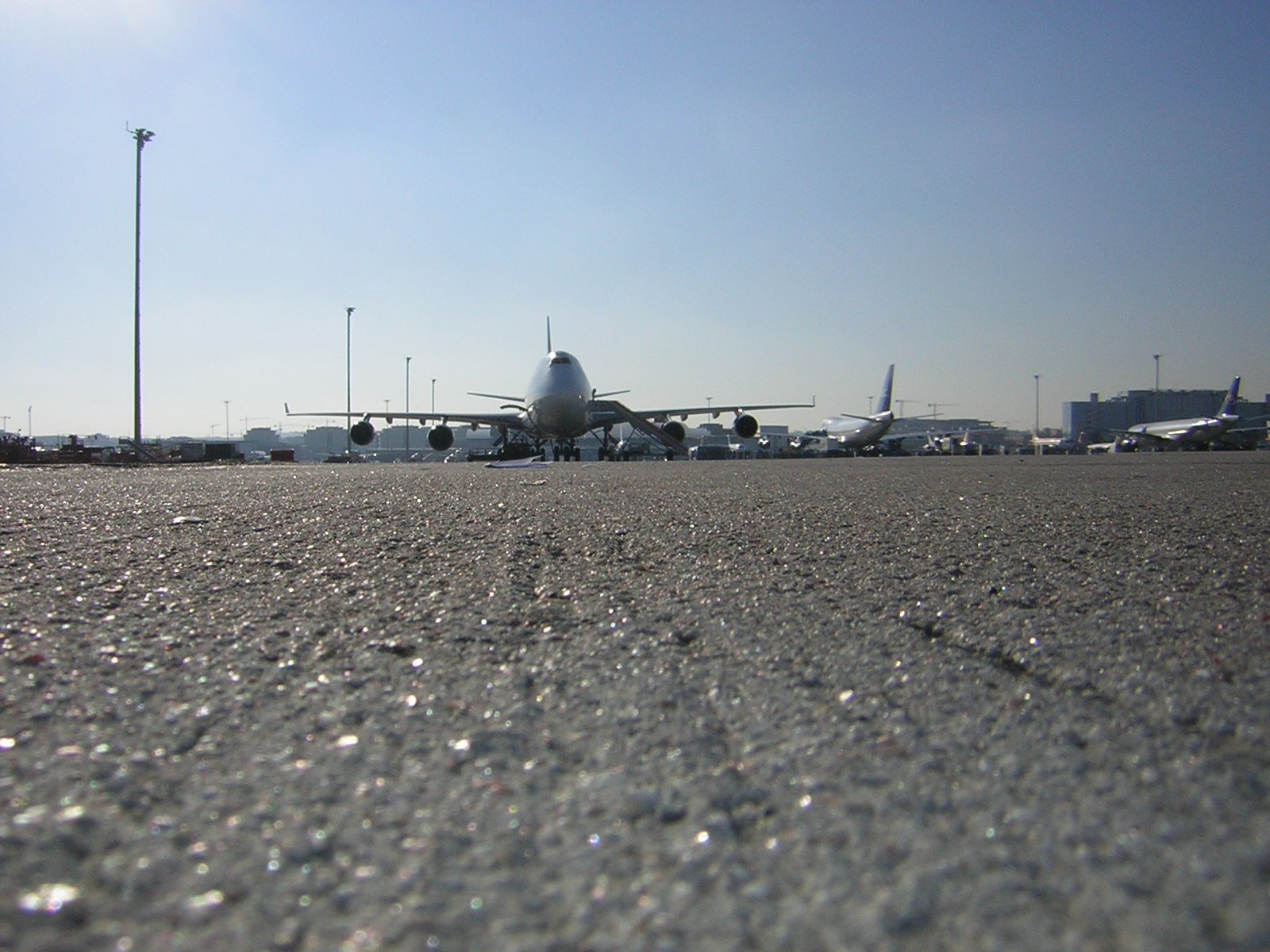
Сучасне АБ покриття аеродрому

Асфальтобето́н — будівельний матеріал з ущільненої суміші щебеню, піску, мінерального порошку з бітумом, який у гарячому вигляді використовується у дорожньому будівництві як покривний шар. Він може бути велико-, середньо-, дрібнозернистим та піщаним (розмір зерен відповідно, 40-25-15-5 мм). Залежно від навантажень і кліматичних умов до асфальтобетону є певні вимоги щодо щільності, міцності, зсувостійкості та водостійкості.

## Технологія виробництва

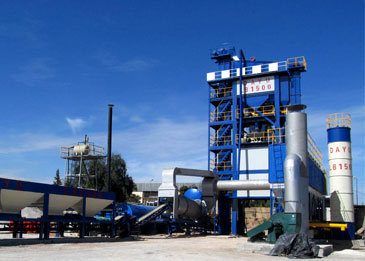
Завод для виготовлення асфальту.

Перед змішуванням складники висушують і нагрівають до температури 100—160°С.
Асфальтобетон поділяють на:
Гарячий (до складу входить бітум)- виготовляють за температури не нижче 120°С;
Теплий — з малов'язким бітумом і температурою ущільнення 40-80°С;
Холодний — з рідким бітумом, ущільнений за температури повітря не нижче 10°С.
Використовують асфальтобетон здебільшого у вигляді гарячої і холодної сумішей для покриття доріг, в гідротехнічному будівництві тощо.

## Тріщиностійкість
Залежно від природи утворення, тріщини набувають форми температурних, відбитих, силових, технологічних й втомлених. 
Температурні тріщини з'являються через виникнення розтягувальних напружень під час охолодження покриття, величина яких залежить від коефіцієнта лінійного розширення, величини перепаду температур, модуля пружності матеріалу, коефіцієнта Пуассона, модуля релаксації матеріалу за розрахунковий період. 
Відбиті тріщини виникають внаслідок зосередження напружень в асфальтобетоні у місці наявних швів та тріщин основи при вертикальному й горизонтальному переміщення крайок швів і тріщин.
Силові тріщини виникають через виникнення напружень від дії транспортного навантаження за недостатньої тримальної здатності основи або замалої міцності асфальтобетонного покриття на згин. 
Технологічні тріщини виникають внаслідок неправильного підбору складу асфальтобетонної суміші, порушення технології укладки конструктивних шарів й ущільнення суміші, а також у місцях з'єднань суміжних смуг покриття.
Втомлені тріщини виникають переважно у вигляді поперечних тріщин на нижній поверхні дорожнього покриття внаслідок прогину шарів "дорожнього одягу", потім протягом 6-12 років залежно від інтенсивності руху й погодних чинників проростають на всю товщину покриття, можуть розвиватися від поверхні покриття донизу. 
Для підвищення тріщиностійкості бетонів можуть застосовуватися певні суміші та бактерії, наприклад Sporosarcina pasteurii. Для деяких сумішей було доведено ефективність заростання тріщин у бетоні, самовідновлення бетону. Також такі заходи були б дієвими для цементації ґрунту під дорожнім полотном. 